# Кавало Морто (Козенца)
Кавало Морто је насеље у Италији у округу Козенца, региону Калабрија.
Према процени из 2011. у насељу је живело 58 становника. Насеље се налази на надморској висини од 443 м.